# Магеллан, Фернан
Ферна́н Магелла́н (Ферна́у ди Магалья́йнш, порт. Fernão de Magalhães [fɨɾˈnɐ̃w̃ ðɨ mɐɡɐˈʎɐ̃ȷ̃ʃ]; Ферна́ндо (Эрна́ндо) де Магалья́нес, исп. Fernando (Hernando) de Magallanes [(f)eɾ'nando ðe maɣa'ʎanes]; лат. Ferdinandus Magellanus; 20 ноября 1480 — 27 апреля 1521) — португальский и испанский мореплаватель с титулом аделантадо. Командовал экспедицией, совершившей первое из известных кругосветных путешествий. Открыл пролив, позже названный его именем, став первым европейцем, проследовавшим по морю из Атлантического океана в Тихий. Погиб во время путешествия, не успев лично завершить его.

## Биография

### Юность
Фернан Магеллан родился 20 ноября (по другим данным 17) 1480 года в городе Порту. Его семья относилась к небогатым дворянам (порт. fidalgos de cota de armes). Отцом его был Руй или Родригу де Магеллан (1433—1500), бывший одно время алькальдом крепости Авейру. Мать Алда де Мошкита (Мишкита). Кроме Фернана у них было четверо детей. Об их жизни ничего не известно. В юности Фернан служил пажом у королевы Леоноры Ависской, жены Жуана II.
В 1498 году португальцами был открыт морской путь в Индию. Вслед за Васко да Гамой из Португалии стали отправляться эскадра за эскадрой на завоевание Востока. В 1505 году при отправке эскадры вице-короля Франсишку де Алмейды моряков уже не хватало. Некоторые рулевые не знали где право, а где лево. Тогда к правому борту корабля привязывали чеснок, а к левому — лук, и командовали по принципу «сено-солома». В этой экспедиции в качестве сверхштатного воина участвовал и Магеллан.

### Индия

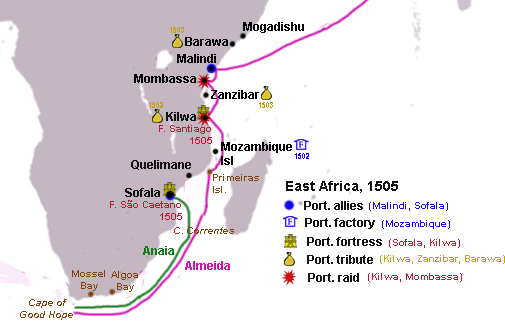
Путь армады Франсишку Альмейды в Восточной Африке (пурпурный).

Пройдя мыс Доброй Надежды, экспедиция начинает боевые действия с захвата Кильвы и Момбасы, затем она следует в Индию. Магеллан всё время находится в составе экспедиции, но впервые его имя упоминается в битве при Каннануре. В 1506 году Магеллан участвует в подавлении волнений, строит город на острове Мозамбик, после чего снова попадает в Индию, где его два раза ранят.
В битве при Диу корабль, на котором находился Магеллан, прорвался сквозь строй и взял на абордаж флагман противника.

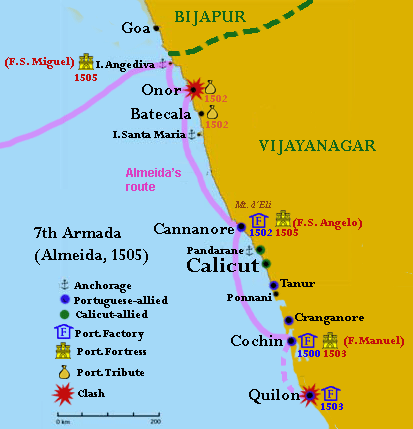
Армада Франсишку Альмейды на Малабарском берегу

Тем временем португальцы догадываются, что для полного контроля над торговлей пряностями им необходимо захватить порт Малакка. В 1509 году в Индию прибывает эскадра Сикейры, которая должна совершить первое плавание к Малакке. Вице-король Индии присоединяет к четырём кораблям Сикейры пятый, на котором плывут Магеллан и его друг Франсишку Серран.
11 сентября 1509 года португальцы вошли в Малакку. Первоначально был заключён торговый договор между португальцами и местными властями, но через несколько недель случился конфликт. По одним сведениям, виноваты были арабы, опасавшиеся, что португальцы захватят всю торговлю, по другим, его спровоцировали сами португальцы. Но все сходятся на том, что нападение на европейцев произошло неожиданно. Значительная часть моряков находилась на берегу по торговым делам или в увольнении. Почти все шлюпки были на берегу. На корабли в это время прибыли множество малайцев, якобы для осмотра.
Самый опытный капитан Гарсиа де Соузы понял, что ситуация становится опасной, и отправил Магеллана предупредить флагмана о возможном сражении. Магеллан прибыл на флагманский корабль и успел предупредить Сикейру. Когда малайцы подали сигнал, португальцы уже приготовились и в быстрой схватке скинули находящихся на борту врагов с кораблей, а затем, обрубив якорные канаты, отбили нападение подходящей вражеской флотилии. Но находившиеся на берегу моряки были почти все перебиты или захвачены в плен. Лишь небольшая группа португальцев, в числе которых был Серран, пробилась к берегу. Все их лодки были захвачены, они спаслись только благодаря Магеллану, подошедшему к берегу на шлюпке.

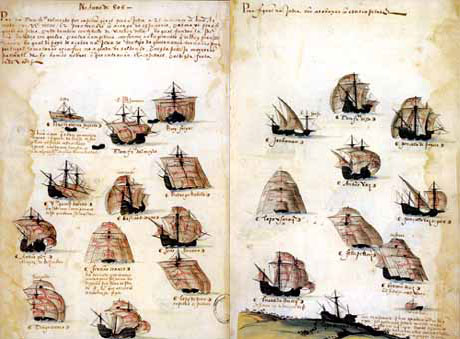
7-я Индийская армада

Обычный для португальцев пятилетний срок пребывания в Индии подходил к концу, и Магеллан отправился на одной из флотилий в Португалию. Два корабля, на одном из которых плыл Магеллан, потерпели крушение на Падуанской банке у Лаккадивских островов. Команды спаслись на небольшом островке. Часть экипажа должна была отправиться на сохранившихся лодках за помощью, часть — остаться на острове. Так получилось, что все офицеры оказались среди уходящих на шлюпках, а на острове остались только матросы. Это вызвало возмущение команды и опасения, что они не вернутся за простыми людьми. Магеллан оказался единственным дворянином, согласившимся остаться на острове, и тем самым успокоил команду. Судя по всему, в то время его авторитет уже был достаточно велик.
Через десять дней их спасли, и Магеллан вернулся в Индию, где, очевидно, занялся торговлей, поскольку известно, что в 1510 году он ссудил одному коммерсанту двести крузаду, которые ему не вернули, и он сумел отсудить их только через шесть лет.
В эти годы португальцы захватывают Гоа, теряют его и готовятся к новому походу на город. Для решения важного вопроса, использовать ли для нападения торговые корабли, вице-король Албукерке собирает совет из шестнадцати человек. Среди них — Магеллан, который ещё сравнительно недавно был всего лишь простым солдатом, а в описываемое время стал человеком, со мнением которого считался вице-король. Скорее всего, он был уже капитаном. Он, как и большинство участников совета, высказывается за то, чтобы торговые суда не участвовали в военном походе, а отправились в Европу, чтобы не пропустить муссон. Военные корабли идут одни и захватывают Гоа.
В середине 1511 года Магеллан участвует в походе девятнадцати кораблей на Малакку. Город был взят и перешёл под власть Португалии.
Сразу после захвата Малакки Альбукерке направил экспедицию из трёх кораблей к Островам Пряностей. Одним из кораблей командовал Франсишку Серран. Возможно, в экспедиции участвовал и Магеллан (сведения источников расходятся). Корабль Серрана попал в катастрофу, а сам он спасся и поселился на острове Тидор, заняв высокую должность у местного владыки.

### Португалия

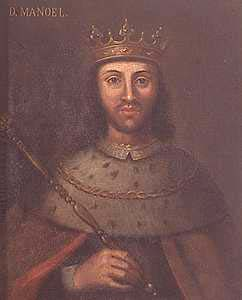
Мануэл I

В июле 1512 года Магеллан находится уже в Лиссабоне, где ему назначается пенсия 1000 реалов в месяц (самая маленькая). Вскоре она повышается до 1850 реалов.
В 1514 году он участвует в боевых действиях в Марокко под городом Аземмур. В одном бою его ранили в ногу (он остался хромым), в другом под ним убили лошадь. Ему поручили охранять отбитый у мавров скот, но вскоре обвинили в том, что он тайно продал маврам часть добычи. Возмущённый Магеллан без разрешения отправился в Португалию, чтобы оправдаться. Своими самовольными действиями он вызвал гнев короля и был вынужден вернуться к месту службы. В Африке обвинения с него сняли, он подал в отставку и вернулся на родину. Он просит короля увеличить ему пенсию, но получает отказ.
Сложно сказать, когда у Магеллана появился замысел путешествия, которое его прославит. Друг Серран писал с Молукк письма, из которых можно было сделать вывод, что Острова Пряностей находятся очень далеко на Востоке и сравнительно близко от Америки. В одном из ответных писем Магеллан намекал ему, что может скоро прибыть на эти острова, «если не через Португалию, то через Кастилию». Неизвестно, когда было написано это письмо, но вполне возможно, что ещё во время нахождения Магеллана в Португалии. В это время он изучает доступные ему португальские карты, беседует с капитанами.
Во время одной из аудиенций с Мануэлом I Магеллан просит дать ему морскую службу и отправить в плавание. Король отказывает. Тогда Фернан спрашивает разрешения предложить свои услуги другим государствам. Король разрешает, так как ему не нужен Магеллан. Некоторые источники утверждают, что Магеллан отрёкся от подданства Португалии, но документов об этом не сохранилось. Вскоре из Португалии в Испанию перебирается целая группа португальских моряков.

### Испания

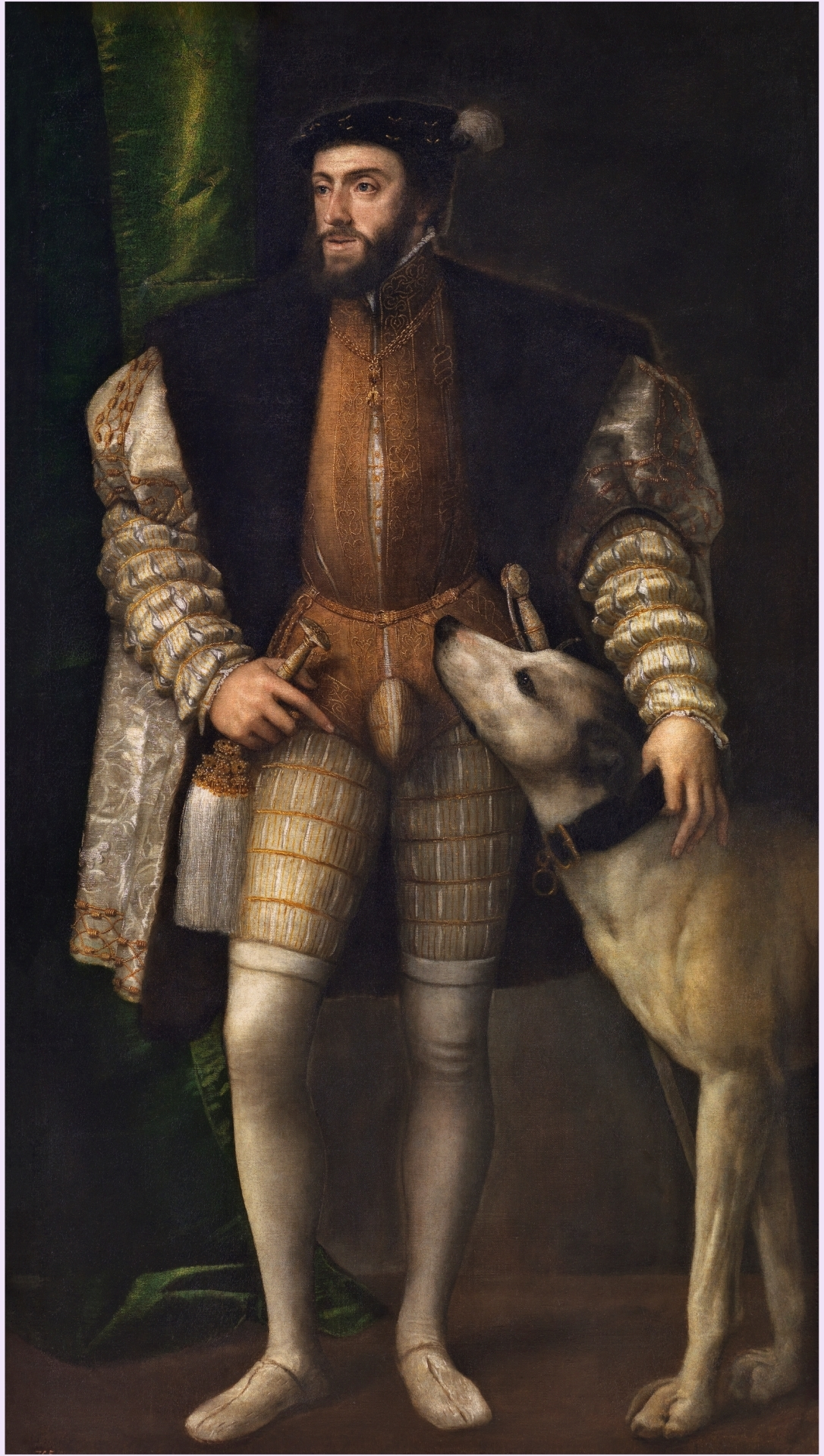
Портрет Карла I с его собакой. Тициан, Музей Прадо, Мадрид

Магеллан поселился в Севилье, где близко сошёлся с португальским эмигрантом Диего Барбозой, начальником арсенала. В конце 1517 — начале 1518 Магеллан женится на его дочери Беатрисе. В феврале 1519 года у них родился сын. Сын Диего Барбозы — Дуарте Барбоза, как и Магеллан, раньше служил в Индии. Уже после смерти Магеллана и Дуарте Барбозы за авторством Дуарте Барбозы выйдет книга с описанием стран Южной и Юго-Восточной Азии: «Livro de Duarte Barbosa» («Книга Дуарте Барбозы»). Однако в архивах существуют экземпляры данного труда, где автором указан Магеллан. У этого существуют разные объяснения. Возможно, что данные экземпляры были преподнесены королю Карлу I под именем Магеллана, чтобы укрепить его авторитет. Вероятно также, что книга является совместным трудом Магеллана и Барбозы.
Магеллан излагает идею своей экспедиции в севильской «Палате Контрактов» (ведомстве, занимающемся организацией экспедиций). Он не встречает там поддержки, но Хуан де Аранда, один из руководителей Палаты, вступает в контакт с Магелланом и обещает ему свою поддержку за 20 % от будущих прибылей. Вскоре в Испанию прибывает соратник Магеллана астроном Руй Фалейру. С его помощью удаётся сторговаться на 1/8 прибыли, причитающейся Аранде. Договор был заверен у нотариуса. Вскоре Магеллан представил свой проект королю Испании Карлу I, одобрившему проект. Началась подготовка экспедиции.

### Путешествие вокруг света

Карта первого кругосветного путешествия Фернана Магеллана и Хуана Себастьяна Элькано

В экспедицию готовилось пять кораблей с запасом продовольствия на два года. Магеллан сам лично следил за погрузкой и упаковкой продуктов, товаров и снаряжения. Магеллан командовал «Тринидадом». «Сантьяго» командовал Жуан Серран — брат Франсишку Серрана, спасённого Магелланом в Малакке. Тремя другими кораблями командовали представители испанской знати, с которыми у Магеллана сразу начались конфликты. Испанцам не нравилось, что экспедицией командует португалец. Кроме того, Магеллан скрывал предполагаемый маршрут плавания, и это вызывало недовольство капитанов. Противостояние было довольно серьёзным. Капитану Мендосе даже было передано специальное требование короля прекратить препирательства и подчиниться Магеллану. Но уже на Канарских островах Магеллан получил сведения о том, что испанские капитаны договорились между собой убрать его с поста, если посчитают, что он им мешает.
20 сентября 1519 года флотилия во главе с Магелланом вышла из порта Санлукар-де-Баррамеда (устье реки Гвадалквивир). Вскоре на эскадре разгорелся конфликт. Капитан «Сан-Антонио» Хуан де Картахена, являвшийся представителем испанской короны в плавании, во время одного из рапортов демонстративно нарушил субординацию и стал называть Магеллана не «капитан-генерал» (адмирал), а просто «капитан». Картахена был вторым лицом в экспедиции, по статусу почти равным командиру. В течение нескольких дней он продолжал это делать несмотря на замечания Магеллана. Тому пришлось терпеть это, пока капитаны всех кораблей не были созваны на «Тринидад» для решения вопроса о судьбе матроса-преступника. Забывшись, Картахена снова нарушил дисциплину, но на этот раз он был не на своём судне. Магеллан лично схватил его за шиворот и объявил арестованным. Картахене разрешили находиться не на флагманском корабле, а на кораблях сочувствующих ему капитанов. Командиром «Сан-Антонио» стал родственник Магеллана Алвару Мишкита.
29 ноября флотилия достигла побережья Бразилии, а 26 декабря 1519 года — Ла-Платы, где проводились поиски предполагаемого пролива. «Сантьяго» был послан на запад, но вскоре вернулся с сообщением, что это не пролив, а устье гигантской реки. Эскадра начала медленно продвигаться на юг, исследуя берег. На этом пути моряки увидели пингвинов. Продвижение на юг шло медленно, кораблям мешали штормы, близилась зима, а пролива все не было. 31 марта 1520 года, дойдя до 49° ю. ш. флотилия встаёт на зимовку в бухте, названной Сан-Хулиан.
Группа офицеров была недовольна действиями Магеллана, и в ночь на 2 апреля они устроили мятеж. Магеллану удалось разрешить ситуацию в свою пользу. В результате Луис де Мендоса был убит, Гаспар де Кесада был обезглавлен и четвертован, а представителя короля Картахену и священника Санчеса де Рейну оставили умирать в бухте после отплытия.

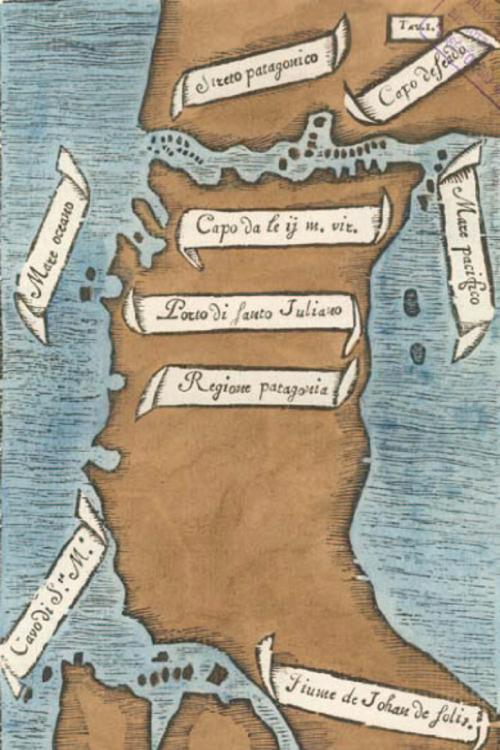
Магелланов пролив. Эскиз карты Пигафетты. Север внизу.

В мае Магеллан послал «Сантьяго» во главе с Жуаном Серраном на юг для разведки местности. В 60 милях к югу была найдена бухта Санта-Крус. Ещё через несколько дней, попав в бурю, корабль потерял управление и разбился. Моряки, кроме одного человека, спаслись и оказались на берегу без пищи и припасов. Они пытались вернуться к месту зимовки, но из-за усталости и истощения соединились с основным отрядом только через несколько недель. Потеря судна, специально предназначенного для разведки, а также припасов, находящихся на нём, нанесла большой ущерб экспедиции.
24 августа флотилия отплывает от бухты Сан-Хулиан, и после двухдневного плавания снова на два месяца встаёт у устья реки Санта-Крус.
21 октября под 52° ю. ш. корабли оказались у узкого пролива ведущего в глубь материка. «Сан-Антонио» и «Консепсьон» посылаются на разведку. Вскоре налетает буря длившаяся два дня. Моряки опасались, что посланные на разведку корабли погибли. И они, действительно, чуть не погибли, но когда их понесло к берегу, перед ними открылся узкий проход, в который они вошли. Они оказались в широкой бухте, за которой последовали ещё проливы и бухты. Вода всё время оставалась солёной, а лот очень часто не доставал дна. Оба судна вернулись с радостной вестью о возможном проливе.
У острова Доусон пролив делится на два канала, и Магеллан снова разделяет флотилию. «Сан-Антонио» и «Консепсьон» идут на юго-восток, два других корабля остаются для отдыха, а на юго-запад отправляется лодка. Через три дня лодка возвращается и моряки сообщают, что видели открытое море. Вскоре возвращается «Консепсьон», но от «Сан-Антонио» нет известий. 28 ноября 1520 года корабли Магеллана выходят в океан. Путь по проливу занял 38 дней. На долгие годы Магеллан останется единственным капитаном, прошедшим пролив и не потерявшим ни одного корабля (если не считать дезертировавшего «Сан-Антонио», который вернулся в Испанию).
Выйдя из пролива, Магеллан 15 дней шёл на север, дойдя до 38° ю. ш., повернул на северо-запад, а 21 декабря 1520 года, дойдя до 30° ю. ш., повернул на западо-северо-запад. Флотилия прошла по Тихому океану не менее 17 тыс. км. Не готовая к такому переходу экспедиция испытывала огромные лишения.
Во время плавания экспедиция дошла до 10 °с. ш. и оказалась заметно севернее Молуккских островов, к которым стремилась. Возможно, Магеллан хотел убедиться, что открытое Бальбоа Южное море является частью этого океана, а возможно он опасался встречи с португальцами, которая для его потрёпанной экспедиции закончилась бы плачевно. 24 января 1521 года моряки увидели необитаемый остров (из архипелага Туамоту). Высадиться на него не представлялось возможности. Через 10 дней был обнаружен ещё один остров (в архипелаге Лайн). Высадиться тоже не удалось, но экспедиция наловила акул для пропитания.
6 марта 1521 года флотилия увидела остров Гуам из группы Марианских островов. Он был населён. Лодки окружили флотилию, началась торговля. Вскоре выяснилось, что местные жители воруют с кораблей всё, что попадётся под руку. Когда они украли шлюпку, европейцы не выдержали. Они высадились на остров и сожгли селение островитян, убив при этом 7 человек. После этого они забрали лодку и захватили свежие продукты. Острова были названы Воровскими (Ладро́нес, исп. Islas de los Ladrones). При уходе флотилии местные жители преследовали корабли на лодках, забрасывая их камнями, но без особого успеха.
Через несколько дней испанцы первыми из европейцев достигли Филиппинских островов, которые Магеллан назвал архипелагом Святого Лазаря. Опасаясь новых столкновений, он ищет необитаемый остров. 17 марта испанцы высадились на острове Хомонхом. Переход через Тихий океан закончился. На острове Хомонхом был устроен лазарет, куда перевезли всех больных. Свежая пища быстро вылечила моряков, и флотилия отправилась в дальнейший путь среди островов. На одном из них раб Магеллана Энрике, родившийся на Суматре, встретил людей, говорящих на его языке. Круг замкнулся. Впервые человек обошёл землю.
7 апреля 1521 года экспедиция вошла в порт Себу на одноимённом острове. Места были цивилизованные, и с европейцев даже попытались взять торговую пошлину. Испанцы отказались платить, а оказавшийся в городе мусульманский купец посоветовал радже не воевать с европейцами, и требование было снято.
Началась оживлённая торговля. За железные изделия островитяне легко отдавали золото и продукты. Впечатлённый силой испанцев и их оружием, властитель острова раджа Хумабон соглашается отдаться под покровительство испанского короля Карла I и вскоре крестится под именем Карлос. Вслед за ним крестится его семья, множество представителей знати и простых островитян. Покровительствуя новому Карлосу-Хумабону, Магеллан пытался привести под его власть как можно больше местных правителей.

### Смерть

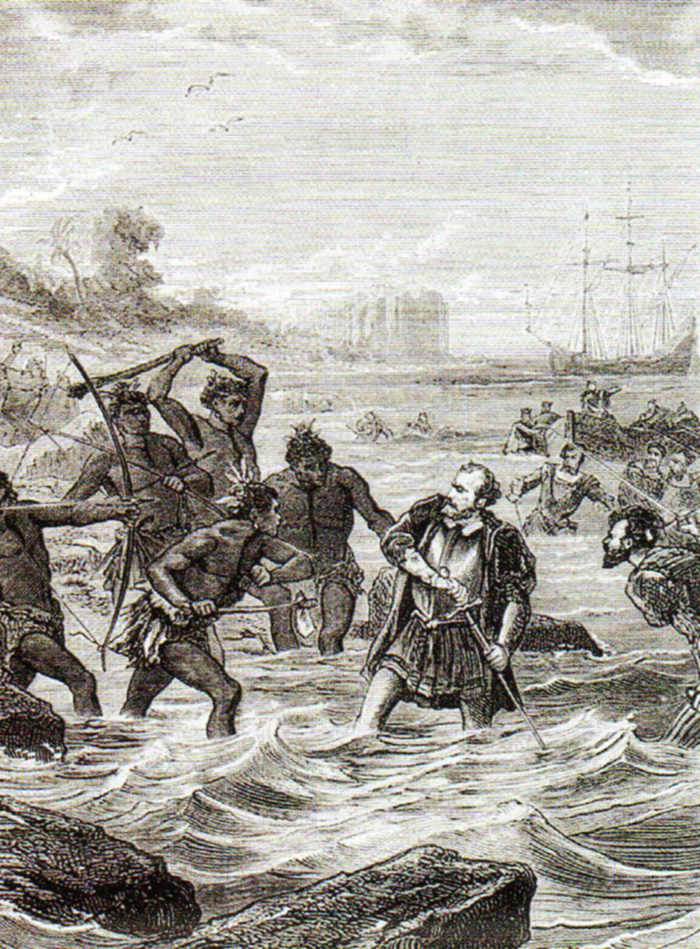
Смерть Магеллана. Рисунок 1860 года

Один из вождей острова Мактан Лапу-Лапу (Силапулапу) противился новым порядкам и не собирался принимать власть Хумабона. Магеллан организовал против него военную экспедицию. Он хотел наглядно продемонстрировать местным жителям мощь Испании. Однако испанцы плохо подготовились к сражению. Из-за отмели суда и лодки не смогли подойти на близкое расстояние, чтобы эффективно поддержать десантный отряд огнём. Во время нахождения европейцев на Себу местные жители получили возможность изучить европейское оружие и его слабые стороны. Они быстро двигались, не давая европейцам прицелиться, и атаковали моряков в незащищённые доспехами ноги. Когда испанцы начали отступать, Магеллан был убит.
Вот что написал о смерти адмирала историограф экспедиции, Антонио Пигафетта:

…Островитяне по пятам преследовали нас, выуживая из воды уже однажды использованные копья, и таким образом метали одно и то же копьё пять-шесть раз. Узнав нашего адмирала, они стали целиться преимущественно в него; дважды им уже удалось сбить шлем с его головы; он оставался с горстью людей на своём посту, как подобает храброму рыцарю, не пытаясь продолжать отступление, и так сражались мы более часу, пока одному из туземцев не удалось тростниковым копьём ранить адмирала в лицо. Разъярённый, он тотчас же пронзил грудь нападавшего своим копьём, но оно застряло в теле убитого; тогда адмирал попытался выхватить меч, но уже не смог этого сделать, так как враги дротиком сильно ранили его в правую руку, и она перестала действовать.

Заметив это, туземцы толпой ринулись на него, и один из них саблей ранил его в левую ногу, так что он упал навзничь. В тот же миг все островитяне набросились на него и стали колоть копьями и прочим оружием, у них имевшимся. Так умертвили они наше зерцало, свет наш, утешение наше и верного нашего предводителя.— Антонио Пигафетта. Путешествие Магеллана.

### Завершение экспедиции
После убийства Магеллана «Виктория» под командованием Хуана Себастьяна Элькано продолжила маршрут. Большинство моряков и сам капитан Элькано решили любой ценой попытаться доплыть до Испании. «Виктория» с трудом обогнула мыс Доброй Надежды и затем два месяца без остановок шла на северо-запад вдоль африканского побережья.
9 июля 1522 года изношенный корабль с измождённым экипажем подошёл к островам Зелёного мыса, португальскому владению. Не сделать здесь остановки было невозможно по причине крайнего недостатка питьевой воды и провизии. Сам Магеллан не предполагал совершить кругосветную экспедицию — он лишь хотел найти западный маршрут к Молуккам и возвратиться назад. Угроза нападения португальцев заставила Элькано продолжать следовать на запад, тем самым завершив первое в мире кругосветное плавание.
6 сентября 1522 года «Виктория» под командованием Хуана Себастьяна Элькано добралась до Испании, став, таким образом, единственным кораблём флотилии Магеллана, победно вернувшимся в Севилью. На корабле было всего восемнадцать выживших. Вместе с тем, доставленный в трюме «Виктории» груз пряностей окупил затраты на всю экспедицию.

## Память
В честь Фернана Магеллана названы:
- Магелланов пролив
- Подводная возвышенность Магеллана в Тихом океане, возле Маршалловых островов
- Магеллан (космический аппарат), 1990
- Магелланов пингвин
- кратер Магеллан на Луне
- Галактики Большое и Малое Магеллановы Облака
- Проспект Магеллана в Москве
- Магальянес (футбольный клуб) в Чили

Магеллан стал главным героем художественного мини-сериала «Магеллан. Повелитель морей» (2022).